# わたべ淳
わたべ 淳（わたべ じゅん、本名：渡部 淳、6月17日 - ）は、日本の漫画家。東京都新宿区西落合出身。血液型はAB型。代表作に『レモンエンジェル』などがある。
妻は漫画家の高見まこで、堀田あきお、石坂啓らとともに手塚治虫のアシスタントの同期である。

## 経歴
手塚治虫のアシスタントを務め、1978年『リリカ』落葉の号（サンリオ）にて、手塚の代原として手塚プロの先輩4人と4ページずつ描いた『手塚プロ騒動記 今日の勝負はこれまでじゃ〜!』でデビュー（わたべじゅん名義）。
1980年、『海へ・・・』でヤングジャンプ月例賞佳作受賞、同誌18号に掲載される。
2009年から2015年まで、『オートバイ』（モーターマガジン社）にて、『ホウキとオートバイ』を連載。

## 作品リスト
- 横浜ラブ・コネクション（1981年-1982年、週刊ヤングジャンプ（集英社）連載。ヤングジャンプ・コミックス刊、全3巻）
- 風をつかまえて（1983年、集英社漫画文庫刊）
- スーパーエンジェルズ（1984年、ヤングジャンプ・コミックス刊）
- ふぞろいの林檎たち（山田太一:作、1986年、ヤングジャンプ・コミックス刊）
- 感じてキララ!（1986年、月刊少年チャンピオン（秋田書店）連載。全1巻）
- レモンエンジェル（1988年-1990年、ヤングジャンプ・コミックス刊。全10巻）
- バージンロケット'88（1988年、少年チャンピオンコミックス刊。全1巻）
- 風にヨロシク!（1990年-1993年、バーガーコミックス（スコラ（現幻冬舎））刊。全5巻）
- 感じてキララ（1990年、少年チャンピオンコミックス刊。全1巻）
- ヘビィメタ女子高生（1994年、バーガーコミックス刊。全1巻）
- 手塚治虫（柳川茂:作、手塚プロダクション:著・監修。2000年）
- ジョン・レノン（浅野有生子:作、手塚プロダクション:著、斉藤早苗:監修。2001年）
- ライジング（2001年-、アクションコミックス（双葉社）刊）
- ゼロからはじめる株式投資（石上耕平:作、2005年、宙出版刊）
- 遺跡の人（2007年、双葉社・漫画大衆掲載）
- レモンエンジェルII（2008年、グリーンアロー出版社刊。1巻〜）
- 知識ゼロからの大奥入門（山本博文:作、2011年、幻冬舎刊）
- ホウキとオートバイ(2009年-2015年、全四巻。グループ・ゼロ『マンガの金字塔』レーベルからの電子書籍配信)
- 片町夜曲（山崎浩治:作、2015年-2018年、北國新聞社『月刊ACTUS』連載、全四巻。グループ・ゼロ『マンガの金字塔』レーベルからの電子書籍配信）

## 関連作品
- ブラック・ジャック創作秘話〜手塚治虫の仕事場から〜（2009年、秋田書店） - アシスタント時代のわたべや高見が登場。
- ブラック・ジャックREAL～感動の医療体験談～（2013年、秋田書店） - 実話を元にしたストーリーに、手塚治虫のアシスタント経験者らが絵を描いた作品集。わたべや高見もそれぞれ1編を担当。

## 師匠
- 手塚治虫